# Buey
Der Buey war ein mexikanisches Maß zur Regulierung der Bewässerung von Ackerland.
Alle kleineren, von diesem Maß abhängigen, Maße und auch der Buey selbst, sind eigentlich Flächenmaße, die einen Durchlassquerschnitt für Wasser darstellen und nur ungenau die Durchflussmenge wiedergeben. Die Durchflussmenge (Volumen pro Zeitspanne) Wasser wurde auch als Gewicht pro Zeitspanne gerechnet. Diese legitimierten Bewässerungsgesetze auf dieser Grundlage waren nicht immer konfliktfrei und für viele Prozesse Anlass.
Die Maßeinteilungen waren
- 1 Buey (Wasserstrahl) = 48 Surcos (Furchen) = 1296 Quadrat-Zoll (etwa 1 Quadrat-Vara)
- 1 Surco = 3 Naranjas (etwa Apfelsinen) = 27 Quadrat-Zoll (6 mal 4 ½ Pulgades)
- 1 Naranja = 3 Limones (Zitronen) = 9 Quadrat-Zoll (6 mal 1 ½ Pulgades)
- 1 Naranja = 8 Reales = 16 Dedos = 432 Pajas (6 mal 1 ½ Pulgades)
- 1 Real = 2 Dedos = 18 Pajas (¾ mal 1 ½ Pulgades)
- 1 Limone = 18 Pajas (Strohhalme) = 1 ⅛ Quadrat-Zoll
- 1 Paja = 1/18 Quadrat-Zoll (¼ Pulgada mal ¼ Pulgada)

Die Paja soll ein Cuartillo pro Minute Wasser liefern. Für Flüssigkeiten setzte man gesetzlich den Cuartillo mit 0,5041252 Liter an. (Für Getreide betrug er 1,891976 Liter und der C. yucateco 1,262 Liter). Der Tageswert für die Paja betrug 14 ½ Quintales.
Die Maßkette war
- 1 Buey = 48 Surcos = 144 Naranjas = 1152 Reales = 2304 Dedos = 20736 Pajas (knapp 26,2 Kubikmeter)